# Amélie Reymond
Amélie Reymond (Basel, 18 juni 1987), na haar huwelijk ook bekend als Amélie Wenger-Reymond, is een Zwitsers skiester, gespecialiseerd in telemarken. Ze wordt gezien als de succesvolste telemark-skiër ooit.
In 2006 werd zij Zwitsers junioren-kampioene. Daarna won zij meer dan honderd wereldbeker-wedstrijden bij de FIS. Haar doel was in een seizoen alle wereldbekerwedstrijden winnen, in 2014 miste ze dat op één wedstrijd na, in 2015 op twee. In het seizoen 2016/17 lukte het haar wel, door alle twintig van de twintig worldcupwedstrijden te winnen.
Aan het seizoen 2017/18 nam zij niet deel omdat ze in verwachting was. In het seizoen 2019 was ze weer terug en won ze acht van de twaalf wedstrijden.
Reymond studeerde bewegingswetenschappen aan de ETH Zürich, met een specialisatie in biomechanica. Zij werkt in de gezondheidszorg.